# Mogán
Mogán es una localidad y municipio español perteneciente a la isla de Gran Canaria, en la provincia de Las Palmas, comunidad autónoma de Canarias. Es el segundo municipio de la isla en extensión.
Se trata de uno de los municipios eminentemente turísticos más importantes de la isla, con diversas playas y urbanizaciones dedicadas al sector.

## Toponimia
Su nombre proviene de su capital municipal, siendo un término de procedencia aborigen. Para el filólogo Ignacio Reyes podría derivar de una forma original (e)məgăn, con el significado de '(campos de) Asteriscus o Pulicarias'.

## Símbolos

### Escudo
El municipio cuenta con escudo heráldico oficial, habiendo sido aprobado por el Gobierno de Canarias por Orden de 17 de mayo de 1993. Consta de:

Escudo cuartelado en sotuer, en el cuartel primero sol de oro en campo de gules; segundo, en campo de plata, castillo al natural y tercero, ermita o iglesia de plata sobre sinople, y en punta pez de plata en ondas de lo mismo, sobre mar de sable. El todo bajo corona real cerrada.

### Bandera
Mogán no cuenta con bandera oficial aprobada.

## Geografía
Localizado en el suroeste de la isla de Gran Canaria, limita con los municipios de La Aldea de San Nicolás, Tejeda y San Bartolomé de Tirajana. Se encuentra a 93 kilómetros de la capital insular.
Mogán cuenta con una superficie 172,44 km², lo que lo convierte en el segundo municipio en extensión de la isla.
Su capital se sitúa a 255 m s. n. m., alcanzando el término municipal las cotas más altas en el interior, en la denominada Montaña de Alsándara a 1 573 m s. n. m.
Con 23.49 km de longitud de costa, Mogán cuenta con numerosas playas, entre las que destacan Veneguera, Mogán, Taurito, Playa del Cura, Tauro, Amadores, Puerto Rico, Anfi, Patalavaca, Costa Alegre, Las Marañuelas y Playa de Arguineguín.

### Clima
Mogán cuenta con un clima seco semiárido cálido, de acuerdo con la clasificación de Köppen. La temperatura media anual es de 19.2 °C, siendo el mes más caluroso agosto con 22.9 °C y el más frío enero con 15.8 °C.
El promedio de precipitaciones al año es de 218 mm, siendo los meses más secos junio, julio y agosto con 1 mm, y el más lluvioso diciembre con 47 mm.

### Zonas protegidas
El término municipal cuenta con áreas protegidas que forman parte de la Red Canaria de Espacios Naturales Protegidos. Incluye íntegramente el monumento natural de Tauro, así como parte del parque rural del Nublo y de la reserva natural integral de Inagua.
Estos espacios se hallan también incluidos en la Red Natura 2000 como Zonas Especiales de Conservación —ZEC—, a las que se une el macizo de Tauro y toda la franja marina de Mogán. Inagua y Tauro son además Zonas de Especial Protección para las Aves —ZEPA—.
Asimismo, una gran parte de la superficie municipal se incluye en la Reserva de la Biosfera de Gran Canaria. Por último, Mogán cuenta con el monte de utilidad pública de Arguineguín y con parte de los de Ojeda e Inagua.

## Historia
Los primeros pobladores de Mogán pertenecían a la cultura berberer o amazigh, procedentes del norte de África y, al igual que en el resto de la isla, vivían de la ganadería, la agricultura y de lo que les ofrecía el mar.
La ocupación aborigen en este municipio se ubica en las terrazas de sus barrancos y espacios costeros, encontrándonos así pequeños poblados en el valle de Veneguera, en la cuenca de Mogán, donde eran más numerosos, y en los valles anexos, como Taurito, Tauro y Puerto Rico.
Tras la conquista, en el siglo XV, y con la llegada de los nuevos pobladores a Gran Canaria, se procedió al reparto de las tierras y aguas que existían en la isla. El espacio que hoy corresponde al municipio de Mogán quedó incluido en el distrito de Telde, que alcanzaba hasta el límite sur del valle de La Aldea. Las tierras correspondientes a este municipio se caracterizaban por la falta de agua, por la incomunicación y el alejamiento de los principales centros económicos y poblacionales de la isla, por lo que Mogán y los valles anexos no fueron deseados en los repartos, siendo ocupados tan sólo los cursos medios de los barrancos de Tasarte, Veneguera y Mogán, quedando la costa despoblada por el miedo a los continuos ataques de los barcos piratas.
Avanzado el siglo XVIII, Mogán dependía jurisdiccionalmente de otros municipios, como eran Agüimes, San Bartolomé de Tirajana y Tejeda, situación que hacía difícil la configuración de una identidad propia. A esto hay que unirle el conflicto que surgió en la segunda mitad del siglo XVII entre agricultores y ganaderos, quienes se disputaban el uso de las tierras y la explotación de los baldíos dando lugar a conflictos que en ocasiones terminaron con la quema de haciendas, lo que hacía más complicado el desarrollo económico del lugar.
La despoblación de esta zona preocupaba a las autoridades de mediados del siglo XVIII y viendo el potencial económico que mostraba por su masa forestal, por las tierras y el mar, se especuló desviar hacia Mogán a los vecinos indigentes que poblaban los alrededores de la capital de la isla mediante dos alternativas que no se llevaron a cabo: la construcción de una factoría de pescado en Arguineguín y la repoblación ideada por el obispo Severa en los valles de Mogán y Veneguera y que pasarían por ser la Carlota, la Fernandina y la Luisiana canaria.
Después de que el 14 de mayo de 1814, el obispo Verdugo procediese al auto de erección de ayuda de parroquia, Mogán tenía ya el primer paso para optar a la independencia municipal, ya que había conseguido ser un nuevo distrito parroquial con este obispo, independencia que lograría en 1815, alegando la lejanía respecto de Tejeda, la condición de constituir una parroquia propia y la carencia de juez y demás empleados para los 90 vecinos que poblaban el lugar.

## Economía
A finales del siglo XVIII y principios del siglo XIX, el valle de Mogán basaba su economía en la agricultura, que se complementaba con otras actividades, como la ganadera, las forestales y la recolección de orchilla, caracterizándose por ser una economía cerrada y de subsistencia.
A finales del siglo XIX, el municipio de Mogán entró en crisis, al igual que toda la isla, debido a factores como la quiebra del campo, la descompensada presión fiscal, el descontrol administrativo local y la imposibilidad de liquidar las deudas que los campesinos tenían contraída con los prestamistas locales. Muchos moganeros se vieron abocados a emigrar, especialmente a América y en particular a la isla de Cuba. Pero esta situación empezó a cambiar cuando una compañía inglesa implantaba por primera vez cultivos de tomates y plátanos, trayendo la esperanza y nuevos sistemas de cultivos que caracterizaría la economía del siglo XX, a la que se sumó inicialmente la industria de salazón de pescado.
El sector agrario sigue jugando hoy un importante papel en la economía del municipio, con cultivos sobre todo de mangos y aguacates, reconocidos por su alta calidad, así como de guayabos y naranjos. Al igual que el sector pesquero, que actualmente registra numerosas embarcaciones dedicadas a la pesca tradicional, agrupadas en dos cofradías muy activas: la de Arguineguín y la Mogán, desde donde se comercializan y ofrecen capturas muy demandadas como las viejas, bocinegros, samas, salmonetes y varios tipos de atún, entre otras especies.

### Turismo
A partir de la década de los años 1960, la primacía del sector primario en Mogán fue dejando paso a una potente industria turística, convirtiéndose hoy en el principal sector económico del municipio.
Gracias a su privilegiado clima, playas y espectaculares paisajes, Mogán despliega a lo largo de su línea de costa varias urbanizaciones turísticas, donde se ubican establecimientos hoteleros y extrahoteleros como las de Puerto Rico, Amadores, Anfi del Mar, Arguineguín-Patalavaca, Tauro, Playa del Cura, Taurito y Puerto de Mogán, esta última conocida también como la Pequeña Venecia, por la singularidad y encanto de su infraestructura alojativa y comercial.
Mogán cuenta con 43 956 plazas turísticas, lo que representa el 25,65 % del total de la isla. De esa cifra, 16 440 corresponden a plazas hoteleras y 27 516 a extrahoteleras, que cada año alojan a turistas de diversa procedencia, principalmente de Alemania, Reino Unido y países nórdicos.
Los puertos deportivos de Mogán, Puerto Rico, Arguineguín y Anfi constituyen también un gran recurso turístico del municipio, que se suma a sus numerosos atractivos naturales y paisajísticos. Además de posibilitar el atraque de barcos de diferente eslora, estas marinas son punto de partida de multitud de actividades de ocio náuticas, como el avistamiento de cetáceos, paseos marítimos por la costa en embarcaciones de recreo o en líneas regulares, excursiones al fondo del mar en un submarino o practicar deportes acuáticos como la pesca de altura (marlín azul, dorados, atunes…), submarinismo, paddle surf, kayak o flyboard, entre otros.
La orografía del municipio ofrece la posibilidad de practicar múltiples de deportes de montaña como el senderismo, el ciclismo o el mountain bike, durante casi todos los días del año.
Su rica y variada gastronomía, con restaurantes ubicados a lo largo de su costa e interior, y su ingente patrimonio arqueológico, religioso y civil contribuyen a que Mogán sea hoy una potencia turística.

## Administración y política

### Gobierno municipal
Actualmente el ayuntamiento se compone de 21 concejales, siendo el partido gobernante Juntos por Mogán, con Onalia Bueno García a la cabeza.
| Partido político                         | 2023  | 2023  | 2023       | 2019  | 2019  | 2019       | 2015  | 2015  | 2015       | 2011                    | 2011                    | 2011                    | 2007  | 2007  | 2007       |
| Partido político                         | %     | Votos | Concejales | %     | Votos | Concejales | %     | Votos | Concejales | %                       | Votos                   | Concejales              | %     | Votos | Concejales |
| Juntos por Mogán (JPM)                   | 71,65 | 5188  | 17         | –     | –     | –          | –     | –     | –          | –                       | –                       | –                       | –     | –     | –          |
| Nueva Canarias (NC)                      | 10,16 | 736   | 2          | 5,07  | 401   | 1          | 5,12  | 374   | 1          | 7,15                    | 475                     | 1                       | 11,49 | 740   | 2          |
| Partido Socialista Obrero Español (PSOE) | 9,57  | 693   | 2          | 7,96  | 629   | 1          | 8,14  | 594   | 2          | 10,19                   | 677                     | 2                       | 12,02 | 774   | 2          |
| Unidos por Gran Canaria (UxGC)           | 3,01  | 218   | 0          | –     | –     | –          | –     | –     | –          | –                       | –                       | –                       | –     | –     | –          |
| Vox                                      | 2,83  | 205   | 0          | –     | –     | –          | –     | –     | –          | –                       | –                       | –                       | –     | –     | –          |
| Partido Popular (PP)                     | 2,14  | 155   | 0          | 29,34 | 2317  | 5          | 35,27 | 2575  | 8          | 50,65                   | 3365                    | 11                      | 53,10 | 3420  | 10         |
| Ciudadanos para el Cambio (CIUCA)        | –     | –     | –          | 54,88 | 4334  | 10         | 41,58 | 3035  | 10         | 25,47                   | 1692                    | 6                       | –     | –     | –          |
| Ciudadanos (CS)                          | –     | –     | –          | 2,12  | 168   | 0          | –     | –     | –          | –                       | –                       | –                       | –     | –     | –          |
| Coalición Canaria (CC)                   | –     | –     | –          | –     | –     | –          | 2,53  | 185   | 0          | 5,16                    | 343                     | 1                       | 9,18  | 591   | 1          |
| Centro Canario Nacionalista (CCN)        | –     | –     | –          | –     | –     | –          | –     | –     | –          | Con Nueva Canarias (NC) | Con Nueva Canarias (NC) | Con Nueva Canarias (NC) | 11,38 | 733   | 2          |
| Compromiso por Gran Canaria (CGCa)       | –     | –     | –          | –     | –     | –          | 4,33  | 316   | 0          | –                       | –                       | –                       | –     | –     | –          |
| Partido Somos                            | –     | –     | –          | –     | –     | –          | 2,1   | 153   | 0          | –                       | –                       | –                       | –     | –     | –          |
| Partido de Gran Canaria (PGCa)           | –     | –     | –          | –     | –     | –          | –     | –     | –          | –                       | –                       | –                       | 0,99  | 64    | 0          |
| Los Verdes                               | –     | –     | –          | –     | –     | –          | –     | –     | –          | –                       | –                       | –                       | 0,84  | 54    | 0          |

### Organización territorial

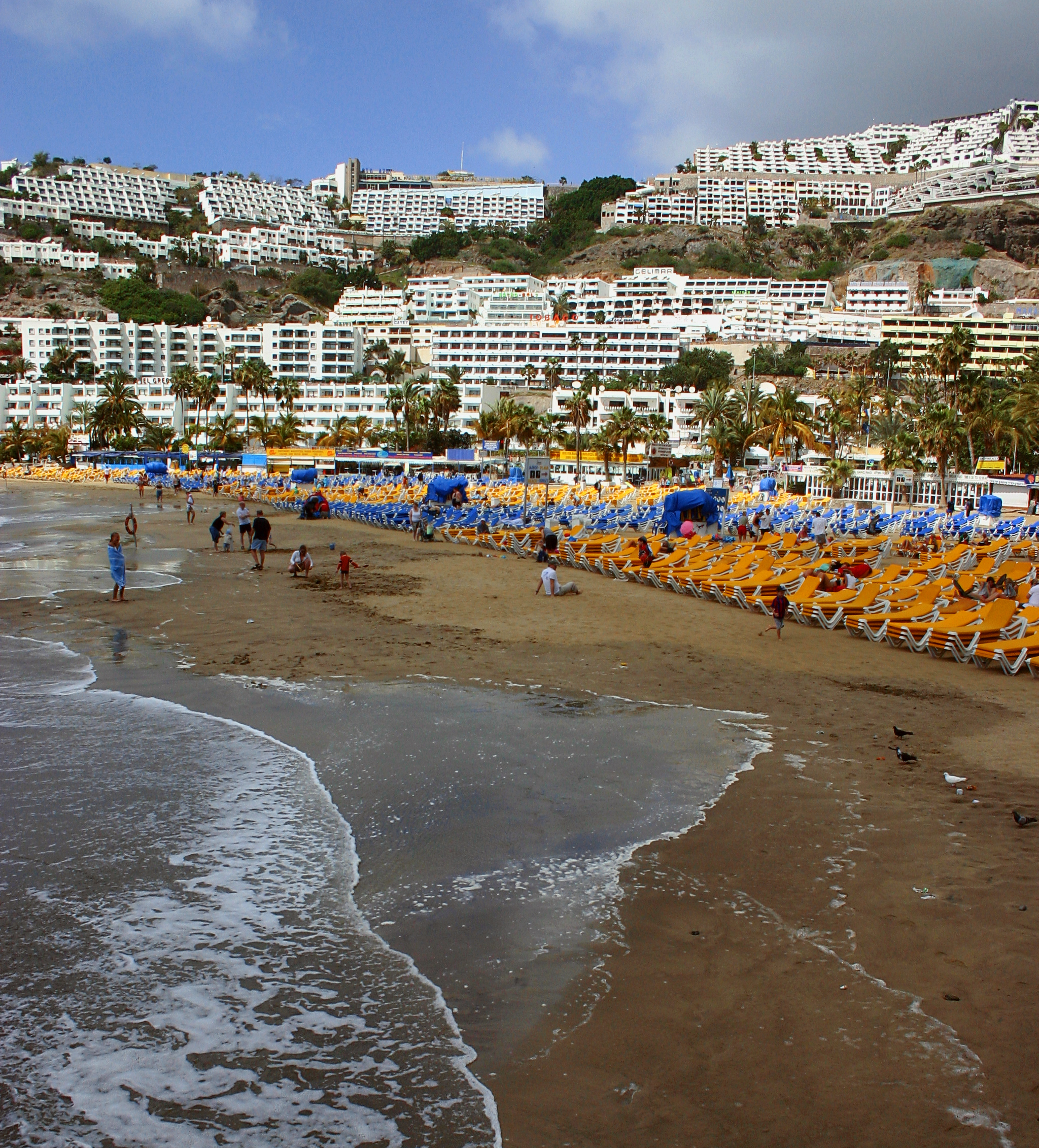
Puerto Rico

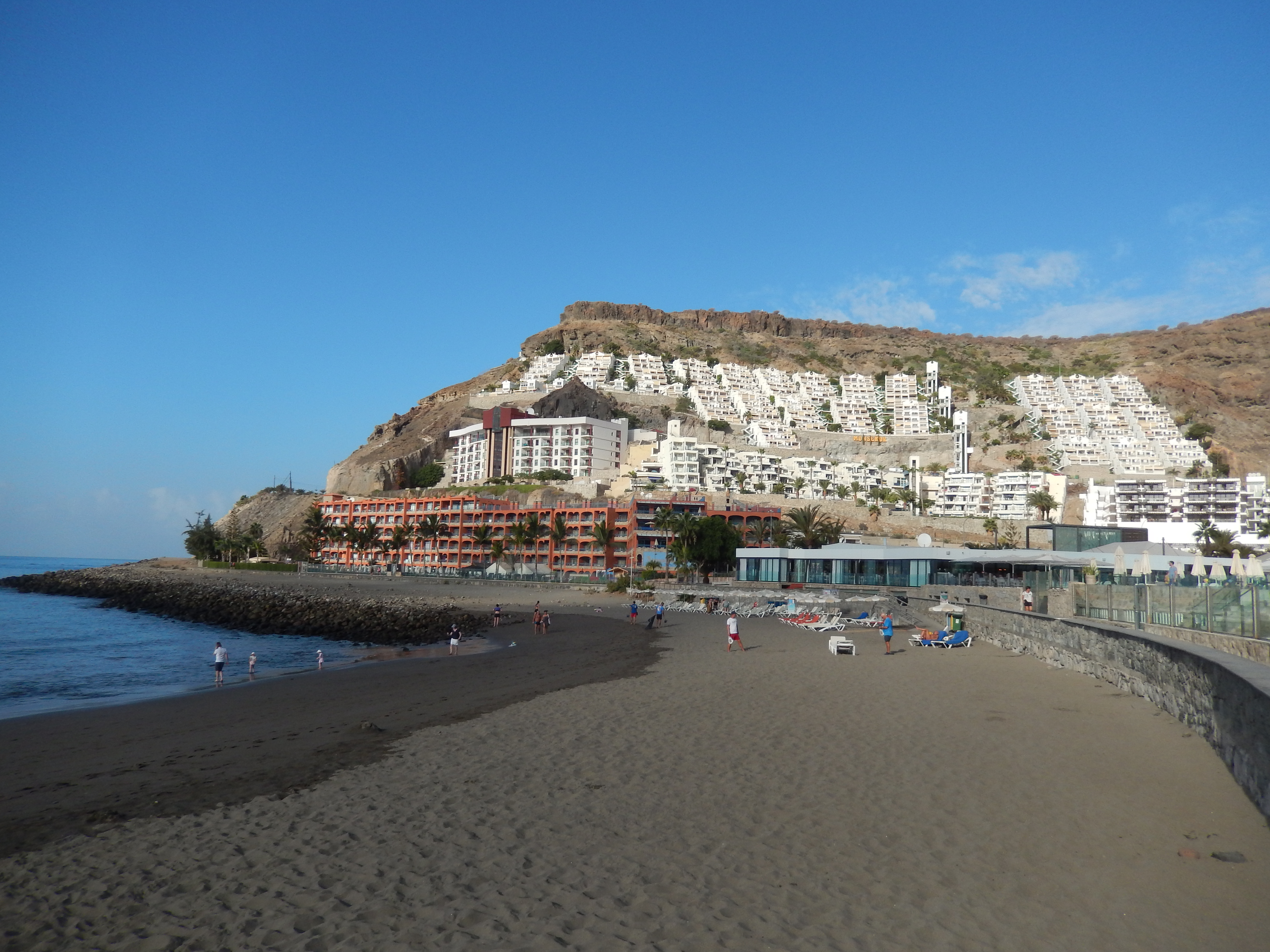
Playa del Cura

Administrativamente, el término municipal se divide en los siguientes barrios y sus respectivos núcleos:
- Los Almácigos
- Aquamarina
- Arguineguín
- Balito: Balito y Los Caideros.
- Barranco del Cura
- Barranquillo Andrés
- Las Burrillas
- El Caidero
- Canarios I
- Canarios II, III, IV y V
- Casas Blancas
- Casas de Veneguera
- Las Casillas
- El Cercado
- La Charca
- Cornisa del Suroeste
- Cortadores de Puerto Rico: El Chaparral y El Motor Grande.
- Las Filipinas
- El Hornillo
- El Horno
- Horno de la Teja
- La Humbradilla
- Los Llanos
- Lomoquiebre
- Mogán (capital municipal)
- El Molino de Viento
- Morro del Guincho
- Los Navarros
- El Palmito
- Los Pasitos
- Patalavaca
- Los Peñones
- Pie de la Cuesta
- Platero
- Playa de Mogán
- La Playa de Tauro
- La Playa de Veneguera
- La Playa del Cura
- Pueblo de Tauro
- Puerto Rico
- La Rosilla
- El Sao
- Soria
- Tabaibales
- Taurito
- El Vento
- La Verga
- La Vistilla

## Demografía
Mogán cuenta con una población de 21 175 habitantes (INE 2024).
| Gráfica de evolución demográfica de Mogán entre 1842 y 2021                                                         |
| |
| Población de derecho según los censos de población del INE Población de hecho según los censos de población del INE |

| Nacionalidad | Hombres | Mujeres | Total  | %     | Proporción |
| ------------ | ------- | ------- | ------ | ----- | ---------- |
| Española     | 6987    | 6380    | 13 367 | 65.7% |            |
| Extranjera   | 3465    | 3499    | 6964   | 34.2% |            |

| Entidad singular          | Habitantes |
| ------------------------- | ---------- |
| Los Almácigos             | 223        |
| Aquamarina                | 31         |
| Arguineguín               | 2308       |
| Balito                    | 385        |
| Barranco del Cura         | 66         |
| Barranquillo Andrés       | 105        |
| Las Burrillas             | 47         |
| El Caidero                | 29         |
| Canarios I                | 105        |
| Canarios II, III, IV y V  | 554        |
| Casas Blancas             | 34         |
| Casas de Veneguera        | 143        |
| Las Casillas              | 53         |
| El Cercado                | 148        |
| Cornisa del Suroeste      | 5458       |
| Cortadores de Puerto Rico | 1144       |
| La Charca                 | 20         |
| Las Filipinas             | 109        |
| El Hornillo               | 118        |
| El Horno                  | 301        |
| Horno de la Teja          | 21         |
| La Humbridilla            | 87         |
| Lomoquiebre               | 418        |
| Los Llanos                | 61         |
| Mogán (casco)             | 1443       |
| El Molino de Viento       | 136        |
| Morro del Guincho         | 13         |
| Los Navarros              | 21         |
| El Palmito                | 96         |
| Los Pasitos               | 109        |
| Patalavaca                | 154        |
| Los Peñones               | 65         |
| Pie de la Cuesta          | 10         |
| Platero                   | 55         |
| Playa de Mogán            | 712        |
| La Playa de Tauro         | 42         |
| La Playa del Cura         | 634        |
| La Playa de Veneguera     | 0          |
| Pueblo de Tauro           | 352        |
| Puerto Rico               | 3574       |
| La Rosilla                | 0          |
| El Sao                    | 64         |
| Soria                     | 67         |
| Tabaibales                | 2          |
| Taurito                   | 84         |
| El Vento                  | 46         |
| La Verga                  | 13         |
| La Vistilla               | 123        |
| Total                     | 19 783     |

## Cultura

### Patrimonio

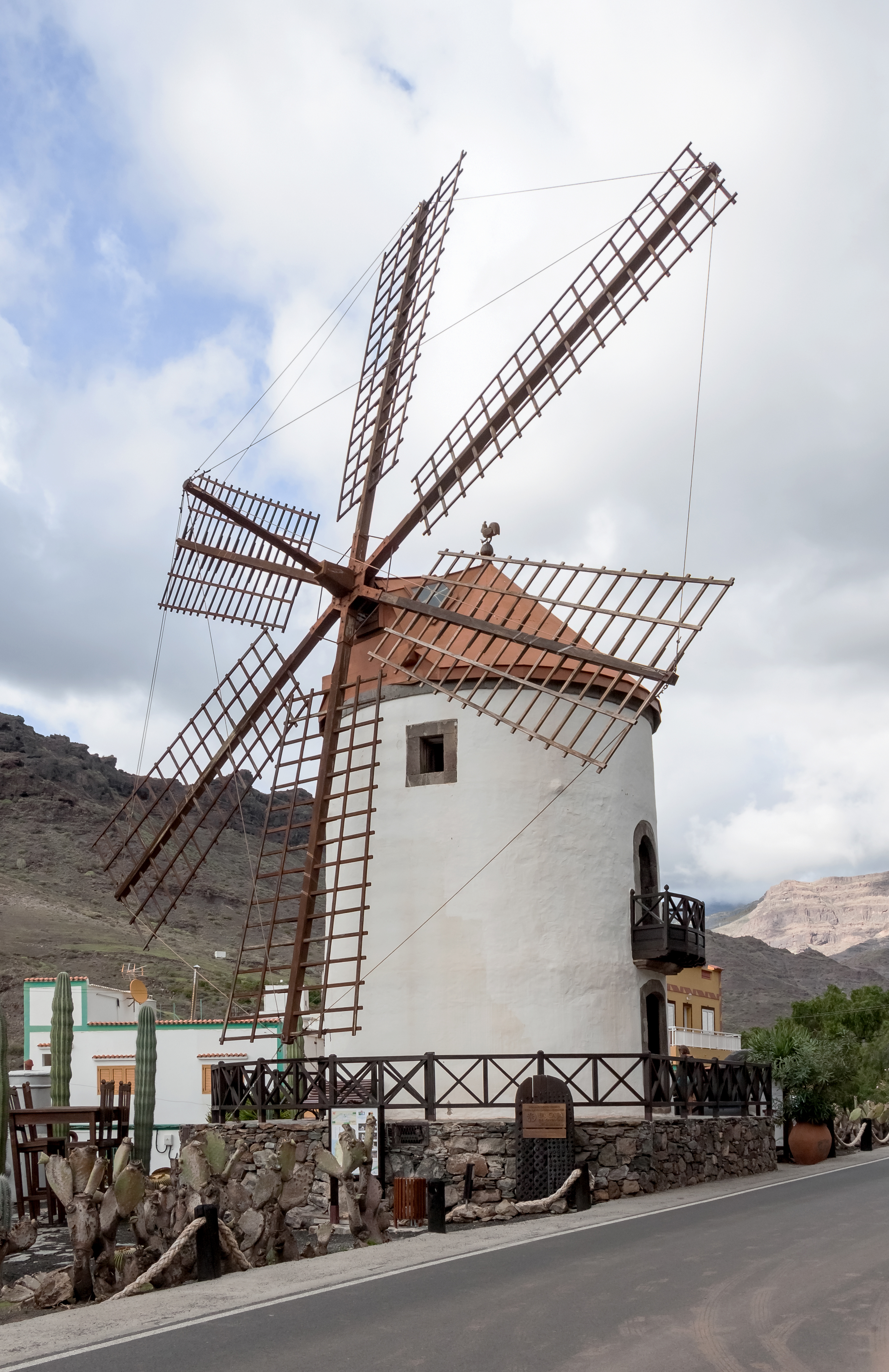
Molino Quemado

El municipio de Mogán cuenta con los siguientes bienes patrimoniales:
Arqueológico
- Cañada de los Gatos[25] (BIC)
- Cañada de la Mar (BIC)
- Lomo de las Camellitas (BIC)
- Castilletes de Tabaibales (BIC)
- Cogolla de Veneguera (BIC)
- Montaña de Tauro
- Casas de Albariánez
- Majada Alta
- Casillas del Molino
- Almogarén de Santidad
- Llanos de Gamona
- Cueva de la Empalizada y Cueva del Péndulo
- Cañada del Toscón
- Paredón de los Antiguos Canarios

Religioso
- Iglesia de San Antonio de Padua[26]

Civil
- Molino Quemado[27](BIC)
- Casa del Curato[28]
- Pagos de Pie de la Cuesta y Casas de la Vistilla
- Casas de Veneguera
- Hornos de brea en las laderas de las montañas de Inagua, de Los Hornos y Tauro

Natural
- Macizo de Tauro
- Pinar de Pajonales

### Fiestas
- Nuestra Señora María Auxiliadora, Puerto Rico (30 de mayo)[29]
- San Antonio de Padua, Mogán casco (13 de junio)
- Nuestra Señora del Carmen, Arguineguín (16 de julio)
- Fiestas de Veneguera, Veneguera (15 de agosto)
- Inmaculada Concepción, Barranquillo Andrés (8 de diciembre)

### Medios de comunicación
- Radio Televisión de Mogán